# Crooklyn
Crooklyn (br: Uma Família de Pernas pro Ar) é um filme semibiográfico de 1994, dirigido por Spike Lee e estrelado por Alfre Woodard, Delroy Lindo e David Patrick Kelly.

## Elenco
- Alfre Woodard  ....  Carolyn Carmichael
- Delroy Lindo ....  Woody Carmichael
- David Patrick Kelly ....  Tony Eyes
- Zelda Harris ....  Troy
- Carlton Williams ....  Clinton
- Sharif Rashed ....  Wendell
- Tse-Mach Washington ....  Joseph
- Christopher Knowings ....  Nate
- José Zuniga ....  Tommy La La
- Isaiah Washington  ....  Vic